# Cheapside (London)
Koordinaten: 51° 30′ 50,8″ N, 0° 5′ 37,3″ W

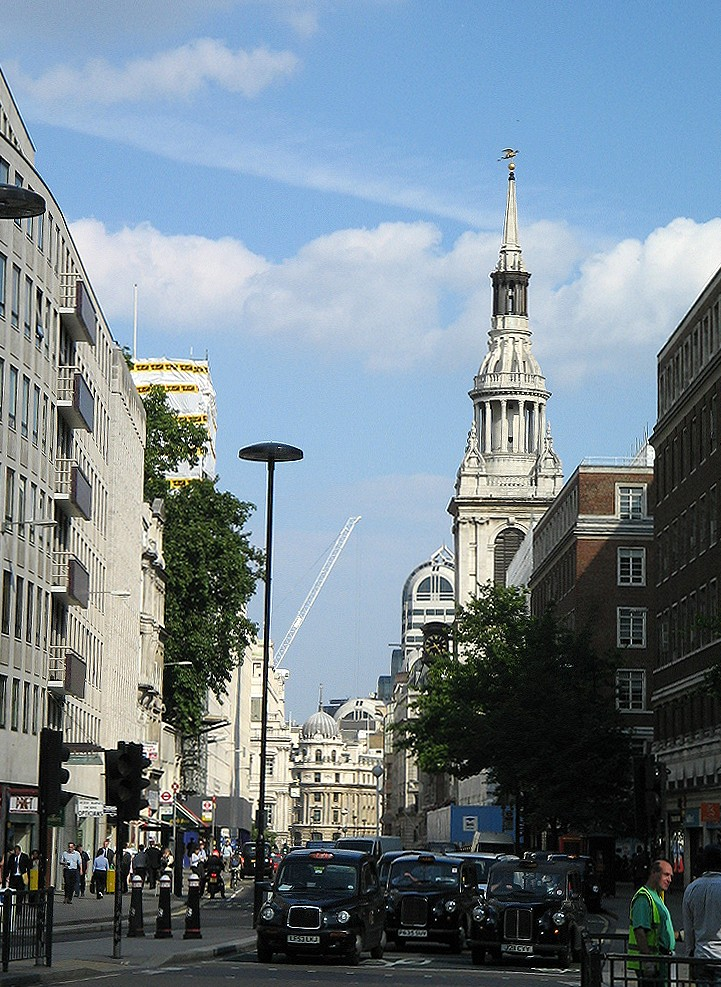
Cheapside Blick nach Osten mit St Mary-le-Bow

Cheapside und Statue von Sir Robert Peel um 1910

Cheapside ist eine Straße in der City of London. Sie beginnt im Westen an der Newgate Street und endet im Osten unter Einbeziehung des Abschnittes Poultry an der Kreuzung von Queen Victoria Street, King William Street und Cornhill. Im Osten trifft der Straßenzug an der London Underground Station Bank auf das Gebäude der Bank of England.

## Geschichte
Der Straßenabschnitt Poultry, der übersetzt 'Geflügel' heißt, deutet bereits auf die traditionelle Rolle der Straße als Marktplatz hin. Der Name Cheapside bedeutet Marktplatz; abgeleitet vom Altenglischen Begriff ceapan. Im Mittelalter gingen auch Straßen, die mit Namen wie Honey Lane oder Milk Street auf weitere Handelsplätze hindeuten, von ihr ab. Auch andere Städte in Großbritannien haben Cheapside genannte Straßen, so etwa: Ascot, Barnsley, Birmingham, Bradford, Brighton, Bristol, Derby, Halifax, Lancaster, Leicester, Liverpool, Luton, Manchester, Nottingham und Reading.
Der Dichter John Milton wurde in der Bread Street am Rande der Cheapside geboren. Am 21. Dezember 1118 wurde der Lordkanzler und spätere Erzbischof von Canterbury  Thomas Becket (1118–1170) in Cheapside geboren. Geoffrey Chaucer wuchs am Rande der Cheapside auf und spielt in seinen Werken gelegentlich auf dieses Gebiet an.
Die Straße lag auf dem Weg vom Tower of London nach Westminster und war damit ein Teil des Weges königlicher Prozessionen.
1912 wurde in Cheapside in einem Keller einer der bedeutendsten Schätze Großbritanniens gefunden, der Cheapside Hoard. Er umfasst etwa 600 Schmuckstücke und Edelsteine, zumeist gearbeitet im 17. Jahrhundert.

## Bauwerke
Das Gebiet um die Cheapside wurde in Luftangriffen auf London im Jahr 1940 weitgehend zerstört und in den 1950er und 1960er Jahren wiederaufgebaut. Das bedeutendste Bauwerk an der Cheapside ist die Kirche St Mary-le-Bow.